# Footes Lane
Footes Lane – wielofunkcyjny stadion sportowy w Saint Peter Port na wyspie Guernsey. Jest główną sportową areną na wyspie Guernsey. Ma całkowitą pojemność 5000 osób, w tym 720 miejsc siedzących. Jest obecnie używany głównie dla meczów piłki nożnej. Dodatkowo stadion gości coroczny Guernsey Marathon, a także wykorzystywany do imprez lekkoatletycznych, np. Island Games w 2003 roku.